# Khirane
Khirane (em árabe: خيران) é uma cidade e comuna localizada na província de Khenchela, Argélia. Segundo o censo de 2008, a população total da cidade era de 5 752 habitantes.